# Gyrininae
Gyrininae is een onderfamilie van kevers uit de familie schrijvertjes (Gyrinidae). Het werd beschreven in 1810 door Latreille. De onderfamilie kent drie tribussen.

## Tribussen
De onderfamilie omvat de volgende tribussen (en subtribussen):
- Enhydrini Régimbart, 1882
  - Dineutina Desmarest, 1851
  - Enhydrina Régimbart, 1882
- Gyrinini Latreille, 1810
  - Gyrinina Latreille, 1810
  - Heterogyrina Brinck, 1956
  - Orectochilini Régimbart, 1882